# Estádio Municipal Leônidas Camarinha

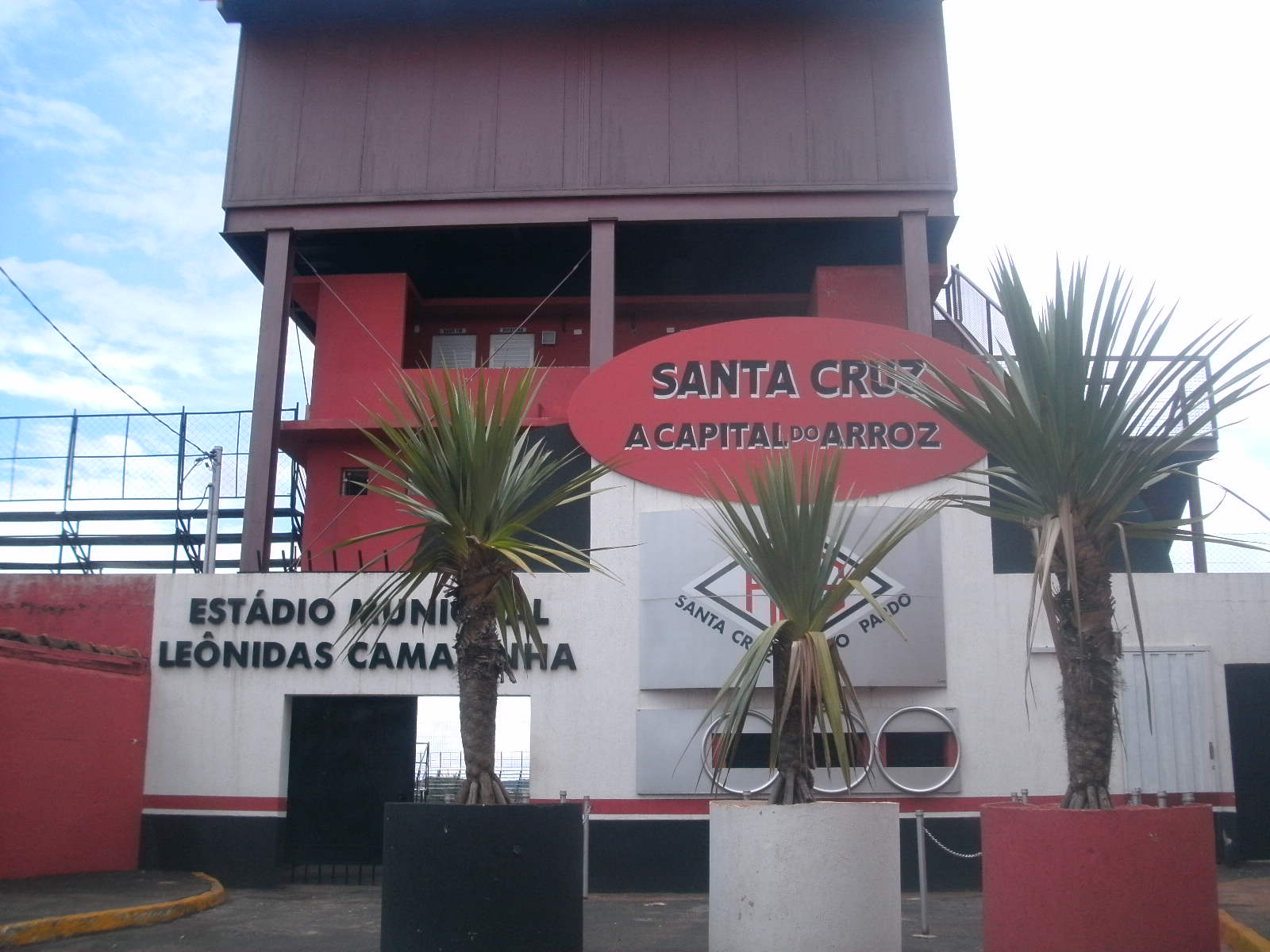

O Estádio Municipal Leônidas Camarinha é um estádio de futebol localizado na cidade de Santa Cruz do Rio Pardo, no estado de São Paulo, pertence à prefeitura municipal e tem capacidade para um pouco mais de 7 mil lugares oficialmente, mas para poder disputar o Campeonato Paulista Série A2, instalou arquibancadas tubulares e elevou sua capacidade para 15.000 lugares.

## História
Teve sua primeira inauguração em 20 de janeiro de 1946, jogo entre AE Santacruzense 2 x 3 Bauru Atlético Clube (BAC), com o nome de Campo Municipal de Santa Cruz do Rio Pardo.
O estádio foi definitivamente inaugurado em 1º de maio de 1950, jogo entre o Santos FC 6 x 0 Santacruzense, com o nome de Estádio Municipal de Santa Cruz do Rio Pardo.
Nesse estádio ocorreu um fato curioso que teve repercussão nacional: em 10 de setembro de 2006, na partida entre Santacruzense e Atlético Sorocaba válida pela Copa Paulista, o time da casa conseguiu o empate em um lance polêmico, em que a árbitra Silvia Regina de Oliveira validou um gol feito por um gandula. Após a bola ser chutada para fora por um jogador da Locomotiva, o gandula José Carlos Viera, mais conhecido como Canhoto, ao invés de dar a bola ao goleiro do time visitante colocou-a dentro do gol. Silvia Regina, sem ter visto o lance direito, deu o gol, pensando que a bola havia entrado. A Santacruzense foi punida pelo caso, perdendo todos os mandos na competição e tendo que pagar uma multa de 50 mil reais. Porém, o placar da partida não foi alterado. Já a árbitra e o assistente receberam a pena de 20 dias de afastamento.